# Slovenia all'Eurovision Choir
La Slovenia ha partecipato all'Eurovision Choir of the Year nel 2017, insieme ad altre 8 nazioni aspiranti, ottenendo sin da subito la sua prima vittoria grazie al coro Carmen Manet. Nell'edizione successiva arriva al terzo posto.
L'emittente televisiva slovena RTV SLO è responsabile per le partecipazioni alla competizione corale.

## Partecipazioni
- Primo posto
- Secondo posto
- Terzo posto

| Anno | Coro         | Lingua  | Brano/i                                    | Posizione |
| ---- | ------------ | ------- | ------------------------------------------ | --------- |
| 2017 | Carmen Manet | Sloveno | Ta na Solbici Adrca Aj, zelena je vsa gora | 1°        |
| 2019 | Jazzva       | Sloveno | Spomenčice Fly, Little Bird                | 3°        |

## Direttori
Le persone che hanno condotto i cori durante la manifestazione:
- 2017: Primož Kerštanj
- 2019: Jasna Žitnik